# Капітолій штату Юта
Капітолій штату Юта (англ. Utah State Capitol) — адміністративна будівля, де розміщуються органи влади штату Юта. У будівлі розміщені легіслатура, кабінети губернатора, віце-губернатора, генерального прокурора штату, аудитора штату та їх співробітників. Капітолій — головна будівля штату Юта, яка розміщується на Капітолійському пагорбі, з видом на центр Солт-Лейк-Сіті. Споуда у стилі неокласицизму розроблена архітектором Річардом Карлом Августом Клеттінгом і збудована між 1912 та 1916 роками.

## Історія та архітектура будівлі
28 лютого 1888 року Гебер Дж. Грант і група місцевих жителів  — лідери бізнесу запропонували місту Солт-Лейк-Сіті пожертвувати двадцять акрів землі штату під будівництво капітолія штату. Міська рада зважила на їх пропозицію і резолюцією відповіла 1 березня 1888 р., надавши території Юта земельну ділянку, урочище, що складається з 19,46 соток на північ від перехрестя Стейт і Другої Північної вулиць. Територія провела офіційне отримання (приймання) землі від міста 5 березня і ця місцевість стала відома відтоді як Капітолійський пагорб.
Будівля має розміри в плані 215 футів x 403 фути, це чотири поверхи з повним підвалом засновані на неглибоких фундаментах. Чудовий купол піднімається на 180 футів над землею. Існуюча структурна система складається з залізобетонних стін та колон та балкових систем перекриттів. Будівля обшита масивним гранітним фасадом, підкріпленим неармованою цеглою або порожнистою глиняною плиткою. Купольна конструкція, в т.ч циліндрична основа, залізобетонна, облицьована терракотою.

### Додаткові посилання
- Capitol Building | Utah.com [Архівовано 6 червня 2020 у Wayback Machine.]
- Utah's Capitol [Архівовано 26 липня 2020 у Wayback Machine.] // «The Pacific coast architect» — P. 6 (308).
- UTAH STATE CAPITOL. No. 1 [Архівовано 14 листопада 2020 у Wayback Machine.] // Historic Buildings on Capitol Hill. Salt Lake City, Utah (1981). — P. 4.
- Utah State Capitol, Salt Lake City, UT 84103. [Архівовано 11 червня 2020 у Wayback Machine.] — P. 25.
- The Story of the Utah State Capitol by Matthew A. Smith. [Архівовано 1 жовтня 2020 у Wayback Machine.]
- Utah Capitol Building // UtahRails.net [Архівовано 30 вересня 2020 у Wayback Machine.]
- Interesting Facts about Utah Capitol [Архівовано 9 травня 2016 у Wayback Machine.]
- Capitol Building // National Park Service, National Register of Historic Places Registration Form
- The State Capitol // Utah A Guide To The State. — P. 245.
- Utah State Capitol // Clio Foundation 2012—2019
- II. construction history — Utah State Capitol

## Галерея фото та відео

### Фотогалереї
- Utah State Capitol — Salt Lake City // Edward Crim Photography (2010) [Архівовано 14 травня 2021 у Wayback Machine.]
- Utah State Capitol — Salt Lake City // Flickr
- Utah State Capitol — Salt Lake City // capitolshots.com (© Capitolshots Photography.) [Архівовано 7 червня 2020 у Wayback Machine.]
- Utah State Capitol — Salt Lake City // Capitol Store Company [Архівовано 6 липня 2020 у Wayback Machine.]

### Відео(тури)
- C-SPAN Cities Tour Utah State Capitol. Salt Lake City: History and Art of Utah's Capitol (June 6, 2014.) [Архівовано 6 березня 2020 у Wayback Machine.] //
- Salt Lake City: Utah State Capitol. Walk around the Utah State Capitol (February 7, 2018.) [Архівовано 2 вересня 2020 у Wayback Machine.] //
- Salt Lake City Utah State Capitol Tour and Walkthrough (July 8, 2019.) //
- Salt Lake City: Utah State Capitol. Utah State Capitol Building — A Tour. (November 1, 2016.) //
- Salt Lake City: Utah State Capitol. Utah State Capital Building Tour, Salt Lake City (December 5, 2010.) [Архівовано 2 вересня 2020 у Wayback Machine.] //
- Utah State Capitol Building, Salt Lake City, UT — Helpful Travel Info | Salt Lake City Travel Ep#3 (April 23, 2020.) [Архівовано 2 серпня 2020 у Wayback Machine.] //
- Salt Lake City: Utah State Capitol. (March 30, 2015.) [Архівовано 2 вересня 2020 у Wayback Machine.] //